# مانلیو دی روسا
مانلیو دی روسا (ایتالیایی: Manlio Di Rosa; ۱۴ سپتامبر ۱۹۱۴ – ۱۵ مارس ۱۹۸۹) شمشیرباز اهل ایتالیا بود.
وی در مسابقات کشوری و بین‌المللی در مجموع برندهٔ ۲ مدال طلا، ۲ مدال نقره، ۱ مدال برنز شده‌است.